# Chronicles: Death Row Classics
Chronicles: Death Row Classics - kompilacja amerykańskiego rapera Dr. Dre.

## Lista utworów
1. „One Eight Seven” (Dr. Dre, Snoop Dogg)
2. „Fuck wit Dre Day (and Everybody’s Celebratin’)” (Dr. Dre, Snoop Dogg)
3. „Nuthin’ but a „G” Thang” (Dr. Dre, Snoop Dogg)
4. „Gin and Juice” (Snoop Dogg)
5. „Doggy Dogg World” (Snoop Dogg, Tha Dogg Pound, The Dramatics)
6. „California Love (Remix)” (Tupac Shakur, Dr. Dre, Roger Troutman)
7. „Murder Was the Case” (Snoop Dogg)
8. „Afro Puffs” (Lady of Rage, Snoop Dogg)
9. „Let Me Ride” (Dr. Dre, Snoop Dogg)
10. „Ain't No Fun (If the Homies Can't Have None)” (213)
11. „Natural Born Killaz” (Dr. Dre, Ice Cube)
12. „Bitches Ain't Shit” (Dr. Dre, Snoop Dogg, Tha Dogg Pound, Jewell)
13. „Puffin' on Blunts and Drankin' Tanqueray” (Tha Dogg Pound & Lady of Rage)